# Valle de Salazar
El valle de Salazar (Zaraitzu ibarra en euskera batua y Zaitzu ibaxa en euskera salacenco) es un valle pirenaico y una universidad de la Comunidad Foral de Navarra (España), situada en la parte noreste de la comunidad y en la merindad de Sangüesa.
Al norte, limita con la frontera francesa (territorio histórico de Sola, en el departamento de los Pirineos Atlánticos), al este con el valle de Roncal, al sur con el almiradío de Navascués y el valle de Urraul Alto y al oeste con el valle de Aézcoa (comarca de Auñamendi). Esta entidad histórico-administrativa constituida como una universidad coincide con un verdadero valle natural o geográfico. En su parte norte se alza la sierra de Abodi (1520 m). Algunas altitudes importantes del valle son el Pico de Orhi (2021 m), Vileta (1408 m), Montenia (1237 m), Lizarraga (1204 m), Askomurrua (1026 m), Remendia (1381 m) y Aburua (1030 m).
A pesar de ser Ochagavía la localidad más poblada del valle, Ezcároz, es la capital y la localidad que menos despoblación ha sufrido. El río Salazar es el curso que da el nombre al lugar, atravesando los principales pueblos de la zona.

## Toponimia
Los nombres Zaraitzu y Salazar se refieren tanto al valle como al río del mismo nombre, y no guardan relación etimológica. Zaraitzu, documentado en el siglo XVI, se ha transmitido oralmente hasta hoy en euskera. La forma Salazar solo se ha utilizado en castellano. De hecho, no aparece en la documentación navarra hasta inicios del siglo XVI, en documentos del Reino de Castilla sobre la conquista del Reino de Navarra, y no se empleará en el valle hasta casi cien años después. Su aparición se puede explicar por la relativa homofonía de Sarasaz (nombre en romance navarro) con el nombre del linaje castellano Salazar.
Para explicar el origen de los nombres Zaraitzu y Sarasaz, Mikel Belasko propone que «la forma antigua fue Sarasaitz o Sarasaitzu», y la descompone, en sarats ‘sauce’ + haitz ‘peña’ + zu (sufijo abundancial). De aquí se obtendría luego la forma Zaraitzu, con z-, debido a una asimilación con la sibilante final -tz- y por pérdida disimilatoria de la primera sibilante, como ya indicó Koldo Mitxelena. En cuanto al nombre Salazar, Belasko no ve claro cuál es su relación con el nombre antiguo, y sostiene que «en todo caso, se trata de una etimología culta tardía a partir de la variante Sarasaz».
No obstante, las formas Sarasaitz y Sarasaitzu no constituyen las variantes más antiguas documentadas (la primera de esa serie data de 924). Por el contrario, existen múltiples variantes anteriores que no emplean la letra i.
Según la documentación recopilada, podría tratarse de un topónimo del tipo Saratsezu (sarats, "sauce" + -tze + -zu), es decir, compuesto por dos sufijos. Mediante procesos de asimilación o disimilación vocálica, se habría llegado a variantes como Saresago (924), en la que la vocal final se abre por influencia romance, o Sarasazu (1055).
A partir de esta última, con apócope de la vocal final, surge la forma Sarasaz hacia las últimas décadas del siglo xi que eventualmente convergerá con el neologismo Salazar a comienzos del siglo xvi.

## Junta General del Valle
De acuerdo con lo establecido en el art. 3.1 de la Ley Foral 6/1990, de 2 de julio, de la Administración Local de Navarra es un ente local de carácter tradicional. Su gobierno corresponde a la Junta General del Valle, que es independiente de los Ayuntamientos del valle, y formada por 9 vocales, 3 por cada uno de los  quiñones en que queda dividido el valle:
- Quiñón de Aladagaña, que corresponde a las villas de Ochagavia e Izalzu.
- Quiñón de Earratea: con las villas de Jaurrieta, Ezcaroz y Oronz.
- Quiñón de Atabea: que incluye las villas de Uscarrés, Iciz, Gallués, Izal, Güesa, Ripalda, Sarriés, Ibilcieta, Esparza e Igal.

De acuerdo con la ordenanza 31.ª de las Ordenanzas del Valle a la Junta del Valle le corresponde el dominio concellar de un total de 10.764 ha de monte, distribuido entre las siguientes fincas: en el término municipal de Ochagavía: “Irati” de 6.520 ha, “Abodi”, de 1.210 ha; y “Picatúa” y “Andrilla”, de 1.610 ha; en el término municipal de Güesa, el campo de Zenocerislucea de 3.696 m²; y Remendía de 1.424 ha, que corresponde a la facería n. 18 de Navarra y que queda excluida de cualquier término municipal, limita al norte con Jaurrieta, al este con Esparza e Ibilceta (concejo de Sarriés)m al sur con Ayechu (concejo de Urraul Alto), y al oeste con Abaurrea Alta y Ayechu
Tal como recogen las Ordenanzas del Valle, todos los ganaderos del vecinos del valle pueden aprovechar los pastos de estas fincas. Los aprovechamientos forestales son regulados por la propia Junta, y sus rendimientos económicos forman parte del presupuesto de la Junta.

## Pueblos
- Izalzu o Itzaltzu
- Ochagavía u Otsagabia u Otsagi
- Ezcároz o Ezkaroze
- Jaurrieta o Eaurta
- Oronz u Orontze
- Esparza de Salazar o Espartza Zaraitzu o Esparza
- Ibilcieta o Ibiltzieta o Ibizta
- Sarriés o Sartze
- Igal o Igari
- Güesa o Gorza
- Ripalda o Erripalda
- Izal o Itzalle
- Gallués o Galoze
- Iciz o Izize
- Uscarrés o Uskartze

## Demografía
| Municipios         | 1975 | 1981 | 1986 | 1991 | 1996 | 2001 | 2005 |
| ------------------ | ---- | ---- | ---- | ---- | ---- | ---- | ---- |
| Esparza de Salazar | 199  | 160  | 159  | 136  | 122  | 103  | 100  |
| Ezcároz            | 466  | 431  | 400  | 365  | 364  | 358  | 363  |
| Gallués            | 149  | 135  | 142  | 133  | 124  | 121  | 118  |
| Güesa              | 122  | 113  | 106  | 90   | 79   | 72   | 65   |
| Izalzu             | 84   | 54   | 52   | 49   | 49   | 45   | 46   |
| Jaurrieta          | 415  | 391  | 359  | 321  | 268  | 238  | 225  |
| Ochagavía          | 826  | 777  | 721  | 676  | 701  | 666  | 651  |
| Oronz              | 66   | 70   | 70   | 57   | 53   | 56   | 55   |
| Sarriés            | 121  | 112  | 106  | 111  | 84   | 79   | 81   |
| TOTAL              | 2448 | 2243 | 2115 | 1938 | 1844 | 1738 | 1704 |

## Lengua
El euskera ha sido la lengua tradicionalmente hablada en el valle hasta el siglo XX. El dialecto propio era el salacenco o Zaraitzuko uskara(ra), cercano al vecino roncalés y al suletino. Aunque el príncipe Louis Lucien Bonaparte lo clasificó como un subdialecto del Bajo Navarro Oriental, sobre todo por el empleo del alocutivo xuka. Koldo Zuazo lo clasifica, junto al roncalés como Navarro Oriental.
A lo largo del siglo XX su empleo fue decayendo, y se interrumpió la transmisión familiar. El retroceso se había iniciado ya en el siglo XIX, pues el príncipe Luis Luciano Bonaparte atestiguó la pérdida de la lengua en Uscarrés —localidad más meridional de Salazar— en 1866. Sin embargo, en el resto de lugares habitados del valle continuaba siendo lengua mayoritaria. Para 1935 se encontraba ya en franco retroceso en Güesa e Igal, según recogió Irigaray. Para 1970 las localidades del sur del valle (Güesa, Igal, Iciz, Izal y Uscarrés) habían visto fallecer a todos sus vascófonos autóctonos. Son Jaurrieta y Esparza las localidades que hasta fecha más tardía han conservado la lengua. Algunos de los últimos conocedores del habla salacenca fueron Mari Cruz Esarte, Salvador Carrica, Teófilo Eseverri, Pedro Juan Zoco y Antonia García. En la actualidad apenas quedan personas de avanzada edad que entienden en parte el euskera que se habló en el valle o recuerdan un buen número de palabras, pero el euskera salacenco puede darse por extinguido, al igual que el roncalés. 
A principios del siglo XX escribieron en euskera salacenco Federico Garralda y su hijo Ziriako Garralda, ambos de Ochagavía. También de Ochagavía era Zoilo Moso, cuyos escritos publicó Estornes Lasa con el título «Zoiloren Uzta» (La cosecha de Zoilo).
En las últimas décadas el euskera, aunque no el dialecto autóctono, ha ganado terreno. Actualmente se estudia de forma mayoritaria en la escuela y son numerosas las personas que lo han aprendido. [cita requerida]